# Ceratosolen fusciceps
Ceratosolen fusciceps is een vliesvleugelig insect uit de familie vijgenwespen (Agaonidae). De wetenschappelijke naam is voor het eerst geldig gepubliceerd in 1885 door Mayr.
Ceratosolen fusciceps is een vijgenwesp die de vijgensoort Ficus racemosa bestuift  en  een enkele parasitoïde, Sycophaga agraensis kent. 